# American Acropolis
American Acropolis (All Tomorrow's Parties) è un romanzo di fantascienza di William Gibson pubblicato nel 1999. È il terzo libro della Trilogia del Ponte.
Il romanzo prende in prestito il titolo originale dall'omonima canzone dei Velvet Underground, mentre il titolo dell'edizione italiana ricalca quello del decimo capitolo.

## Trama
(William Gibson, American Acropolis.)

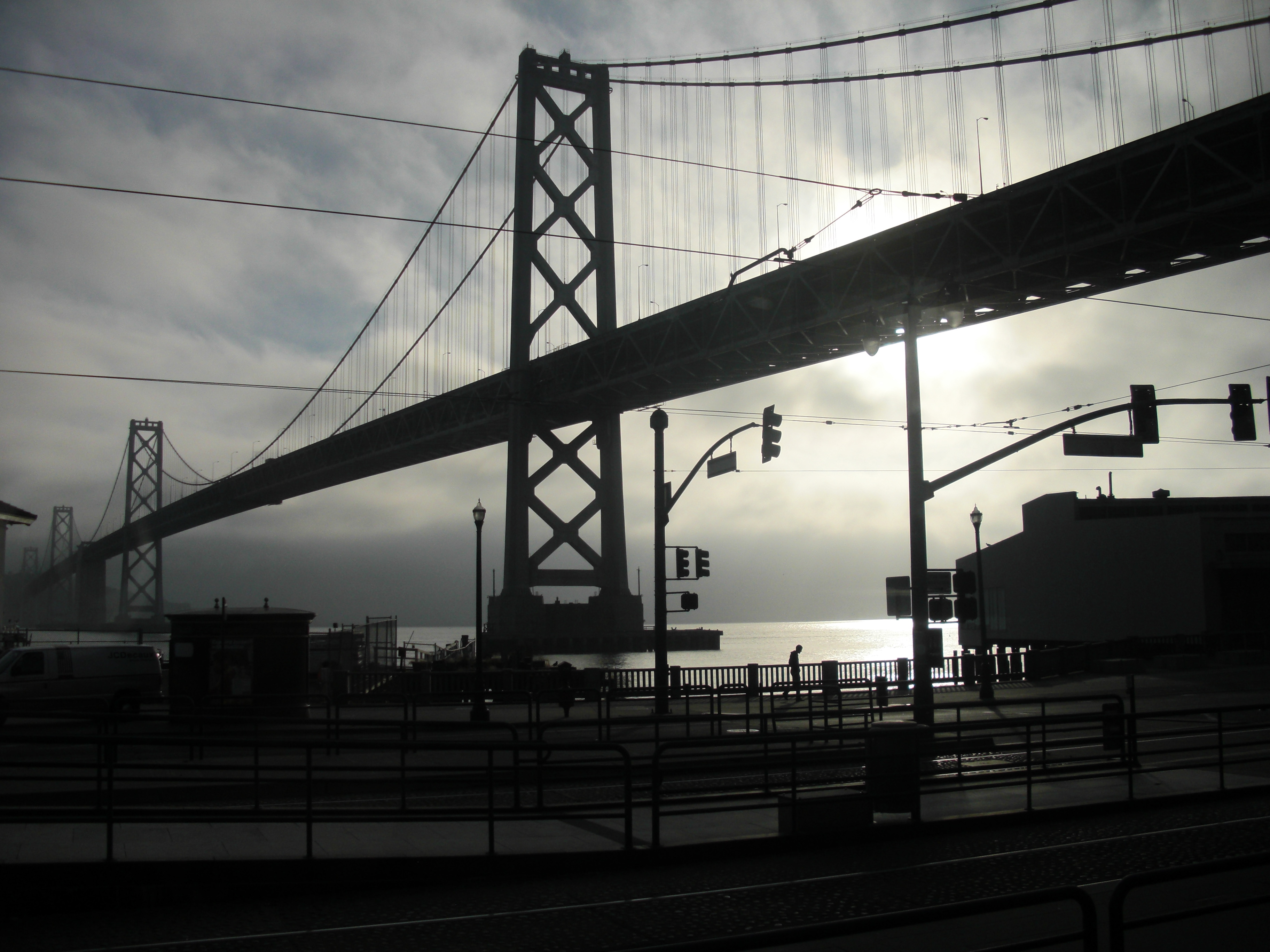
Il Bay Bridge di San Francisco, su cui è ambientato il romanzo.

Il ponte di S. Francisco, è stato interdetto dopo un disastroso terremoto ma subito occupato da una moltitudine di sbandati e emarginati che lo eleggono come propria dimora. Il ponte diventa lo scenario di più vicende i cui personaggi si incontrano e si scontrano scambiandosi reciprocamente i ruoli nel romanzo. Sullo sfondo Laney e Harwood si fronteggiano, usando i vari protagonisti come strumenti ciascuno per raggiungere il proprio scopo: Laney per mantenere lo status quo, Harwood per indirizzare il corso degli eventi a suo piacimento, secondo un preciso schema. Entrambi sono dotati di poteri di preveggenza sviluppati a seguito dell'assunzione giovanile di un farmaco sperimentale.
Laney incarica l'ex poliziotto Rydell di recuperare un proiettore olografico che consentirà di riattivare una ragazza virtuale, Rei Toei, mentre Harwood, tenta di fermarlo, assoldando a tal fine il killer Konrad. Nel frattempo sul ponte si rincontrano Chevette, scappata da Los Angeles con l'amica Tessa inseguita dal violento ex fidanzato. Chevette fortunosamente rincontra Rydell, con il quale aveva avuto un lungo rapporto e tentando di fuggire da un gruppo di mercenari, sguinzagliati sul ponte per uccidere l'ex poliziotto, si rifugia nel negozio di un suo vecchio amico, Fontaine.
Fontaine gestisce un negozio di oggetti usati e ha dato rifugio al giovane Silencio che, nonostante gli evidenti problemi psichici, è dotato di eccezionali doti informatiche. Silencio era un compagno, forse il figlio, di uno dei due uomini uccisi dal killer Konrad all'inizio del romanzo e da questi risparmiato. Mentre le storie dei personaggi si incrociano, Konrad decide di non uccidere Rydell ma di proteggerlo dagli altri mercenari pagati da Harwood; quest'ultimo ordina di dare fuoco al ponte come ultima possibilità di attuare il proprio progetto di modifica degli eventi. Rydell però, aiutato da Konrad e da un misterioso gruppo alleato, riesce a sopravvivere riportando così il corso degli eventi sull'originario binario.
L'incendio viene spento e il romanzo termina con Konrad che sta per incontrare Harwood per un confronto finale.

## Personaggi
Colin LaneyVive nascosto in una fermata della metropolitana di Tokyo con altri senzatetto. Durante l'infanzia è stato usato come cavia per sperimentare un farmaco, il 5-SB, che ne ha accresciuto le doti mentali dotandolo di straordinarie capacità di analisi delle informazioni.
Chevette WashingtonEx residente sul ponte, trasferitasi a Los Angeles, scappa dalla metropoli, inseguita dal violento ex fidanzato e ritorna a San Francisco, sul ponte.
Berry RydellEx poliziotto e ex guardia giurata. Viene assoldato da Laney per recuperare il proiettore della ragazza virtuale, Rei Toei. Rincontra la sua vecchia fidanzata, Chevette sul ponte.
Cody HarwoodAnche lui, come Lanley, da ragazzo è stato oggetto di sperimentazione del farmaco 5-SB che lo ha dotato di straordinarie doti informatiche e speculative. I suoi poteri gli hanno consentito di acquistare un grandissimo potere economico. Usa le sue doti per indirizzare il corso degli eventi programmando il futuro a suo piacimento.
KonradAssassino a pagamento, viene assoldato da Harwood per eliminare Rydell, ma finirà per salvargli la vita rivoltandosi contro il suo cliente.
TessaCompagna di stanza di Chevette a los Angeles, la convince ad accompagnarla sul ponte per girare un documentario sulle comunità interstiziali che vivono nei ghetti.
SilencioRagazzo con grossi problemi psichici, appassionato di orologi, dimostra di avere un talento particolare per trovarli in rete, aggirando ogni tipo di barriera informatica.
FontaineVive sul ponte e gestisce un negozio di oggetti usati. Prende a ben volere Silencio e lo ospita nel retro del suo negozio, scoprendone le particolari doti informatiche.
Rei ToeiRagazza olografica virtuale, già protagonista del romanzo Aidoru.
Buell CreedmoreAlcolista e tossico, cantante di musica country con un discreto seguito ma incapace di gestire le sue dipendenze e quindi destinato al fallimento musicale.

## Edizioni
- William Gibson, All Tomorrow's Parties, Viking Press, 1999, ISBN 0-670-87557-0.
- William Gibson, American Acropolis, traduzione di D. Brolli, Strade blu, Arnoldo Mondadori Editore, 2000,  p. 320.
- William Gibson, American Acropolis, traduzione di D. Brolli, Piccola Biblioteca Oscar, Arnoldo Mondadori Editore, 2002,  p. 331, ISBN 88-04-50127-8.